# Инвестиции в России

Динамика индекса физического объёма инвестиций в основной капитал в России в 1991—2008 годах, в процентах от уровня 1991 года

Инвести́ции в России — размещение капитала с целью получения прибыли в предприятия, действующие в России. Начиная с ликвидации иностранных концессий в СССР и до тех пор, пока не были приняты  документы, дававшие возможности создания совместных предприятий с иностранцами -  постановления ЦК КПСС Совета Министров СССР от 19 августа 1986 года № 991 «О мерах по совершенствованию управления внешнеэкономическими связями» и № 992 «О мерах по совершенствованию управления экономическим и научно-техническим сотрудничеством с социалистическими странами», инвестиции в России ограничивались рамками социалистической экономики и были исключительно государственными. К моменту распада СССР в результате предшествующих экономических реформ российский рынок уже начал формироваться и был открыт для инвестиций как иностранцев, так и российских граждан и организаций.

## Объёмы
В 2012 году объём инвестиций в основной капитал в России составил 12 трлн 569 млрд рублей. Индекс физического объёма инвестиций в основной капитал с 1999 по 2008 год увеличился в 3 раза.
По данным Росстата, в 2023 году объем инвестиций в основной капитал России составили более 34 трлн рублей, что на 9,8% больше, чем в предыдущем году. По оценке премьер-министра России Михаила Мишустина,— это самый большой показатель за последние 12 лет. Согласно рейтинга Forbes, в 2023 году крупнейшим инвестором среди российских компаний стал «Газпром», он увеличил свои вложения на 10% по сравнению с 2022 годом и они составили 2,5 трлн рублей. Инвестиции «Роснефти» увеличились на 15% и достигли 1,3 трлн рублей. На третье месте по инвестициям за указанный период вышла РЖД, ее показатели  выросли на 39% до 1,26 трлн— самого высокого уровня с момента создания холдинга. По информации Forbes в 2023 году общие вложения 70 российских компаний из списка издания увеличились на 25% достигнув 12,06 трлн рублей.

## Структура инвестиций
В 2008 году объём инвестиций в основной капитал в России составил 8,8 трлн рублей, в том числе:
- инвестиции в здания (кроме жилых) и сооружения — 3,9 трлн рублей;
- инвестиции в машины, оборудование, транспортные средства — 3,1 трлн рублей;
- инвестиции в жилища — 1,2 трлн рублей.

В 2008 году из общего объёма инвестиций в основной капитал (8,8 трлн рублей) было направлено в:
- транспорт и связь — 24,8 %;
- операции с недвижимым имуществом, аренда и предоставление услуг — 16,7 %;
- обрабатывающие производства — 15,6 %;
- добыча полезных ископаемых — 14,1 %;
- производство и распределение электроэнергии, газа и воды — 7,7 %;
- сельское хозяйство, охота и лесное хозяйство — 4,4 %;
- строительство — 3,4 %;
- оптовая и розничная торговля, ремонт автотранспортных средств, мотоциклов, бытовых изделий и предметов личного пользования — 3,1 %;
- здравоохранение и предоставление социальных услуг — 2,4 %;
- образование — 2,0 %;
- государственное управление и обеспечение военной безопасности, социальное страхование — 1,7 %;
- финансовая деятельность — 1,0 %;
- гостиницы и рестораны — 0,4 %;
- рыболовство и рыбоводство — 0,1 %.

| Млрд руб.                                                                             | Код ОКВЭД | 2016    | 2017    | 2018    | 2019     |
| ------------------------------------------------------------------------------------- | --------- | ------- | ------- | ------- | -------- |
| Всего                                                                                 |           | 14 479  | 16 027  | 17 782  | 19 318,8 |
| из них:                                                                               |           |         |         |         |          |
| Сельское и лесное хозяйство                                                           | A         | 632,4   | 705,5   | 781,5   | 838,8    |
| Добыча полезных ископаемых                                                            | B         | 2 710,4 | 3 023,2 | 3 225,8 | 3 282    |
| Обрабатывающие производства                                                           | C         | 2 103,3 | 2 296,5 | 2 513,2 | 2 798,3  |
| Обеспечение электрической энергией, газом                                             | D         | 866     | 943,7   | 1 013   | 1 054,2  |
| Водоснабжение                                                                         | E         | 148     | 147,7   | 160,8   | 192,8    |
| Строительство                                                                         | F         | 443,7   | 511,5   | 638,4   | 653,7    |
| Торговля оптовая и розничная; ремонт автотранспортных средств и мотоциклов            | G         | 637     | 647,2   | 784,1   | 786,2    |
| Транспортировка и хранение                                                            | H         | 2 424,1 | 2 659,4 | 3 083   | 3 263,1  |
| Деятельность гостиниц и предприятий общественного питания                             | I         | 93,9    | 86,7    | 124     | 112,9    |
| Деятельность в области информации и связи                                             | J         | 459,7   | 478,4   | 626,6   | 791,8    |
| Деятельность финансовая и страховая                                                   | K         | 212,6   | 324,9   | 379,8   | 414,3    |
| Деятельность по операциям с недвижимым имуществом                                     | L         | 2 604,3 | 2 627,9 | 2 714,3 | 2 921,5  |
| Деятельность профессиональная, научная, техническая                                   | M         | 465,7   | 494,6   | 555,3   | 690      |
| Деятельность административная и сопутствующие дополнительные услуги                   | N         | 90,9    | 117,8   | 177,7   | 328,3    |
| Государственное управление и обеспечение военной безопасности, социальное обеспечение | O         | 271,4   | 285,3   | 270,9   | 294,3    |
| Образование                                                                           | P         | 210,5   | 225,3   | 268,8   | 352,2    |
| Деятельность в области здравоохранения и социальных услуг                             | Q         | 186,7   | 198,8   | 232,3   | 297,9    |
| Деятельность в области культуры, спорта, организации досуга и развлечений             | R         | 184,1   | 239,8   | 218,2   | 225,9    |
| Предоставление прочих видов услуг                                                     | S         | 13,1    | 13,1    | 14,2    | 20,6     |

## Иностранные инвестиции
По данным на март 2010 года, общий объём накопленных иностранных инвестиций в российской экономике составлял $265,8 млрд. По данным на 31 декабря 2013 года, по объёму накопленных иностранных инвестиций Россия находится на 16-м месте в мире.

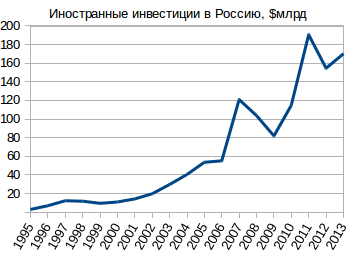
Поступление иностранных инвестиций в Россию в 1995—2010 годах, $млрд

В 2005 году в Россию поступило $53,65 млрд иностранных инвестиций. Лидерами стали Люксембург ($13,8 млрд долл.), Нидерланды ($8,9 млрд), Великобритания ($8,6 млрд), Кипр ($5,1 млрд) и Германия ($3 млрд).
По данным Минфина России, чистый приток капитала в страну по итогам 2007 года должен был составить $80 млрд. При этом Минфин существенно превысил свой первоначальный прогноз (примерно $40 млрд), рассчитанный исходя из данных по притоку капитала за предшествующий 2006 год, когда этот показатель достиг отметки $41 млрд.
В сентябре 2008 года ЮНКТАД опубликовала доклад, согласно которому Россия находится на четвёртом месте в списке стран, которые транснациональные корпорации считают наиболее привлекательными местами для размещения будущих зарубежных инвестиций. Как отмечалось в докладе, инвестиционная привлекательность России в сравнении с данными доклада ЮНКТАД от 2007 года заметно возросла.
По итогам 2008 года, приток прямых иностранных инвестиций в Россию составил $70 млрд — 5-е место среди стран мира.
В марте 2010 года в Париже президент РФ Дмитрий Медведев на встрече с представителями французских и российских деловых кругов сообщил, что объём накопленных французских инвестиций в Россию превышает $10 млрд: «С 2003 по 2008 г., то есть в докризисный год, наш товарооборот вырос в 5 раз. Действительно у нас уже очень приличный объём накопленных французских инвестиций. Причем около половины из них — это инвестиции не в сырьевые отрасли, а в переработку».
По данным из пресс-релиза компании Boeing за лето 2009 года, на ближайшие 30 лет планы развития бизнеса Boeing в РФ составляют около $27 млрд. Они будут вложены в программу сотрудничества с российскими партнерами в области производства титана, проектирование и разработку гражданской авиатехники, а также приобретение различных услуг и материалов.
В июне 2010 года в докладе британской аудиторской компании Ernst & Young отмечалось, что в 2009 году Россия вошла в первую 5-ку стран по количеству привлечённых новых инвестиционных проектов. Согласно докладу, наблюдается рост интереса крупных и средних европейских компаний к российскому рынку.
ОАО «Российские железные дороги» (РЖД) разместило дебютный выпуск евробондов на 1,5 млрд долл.
В рамках Петербургского международного экономического форума ПМЭФ-2010 суммарный объём заключенных инвестиционных соглашений превысил 15 млрд евро

### Инвестиции из Кипра
Около половины всех иностранных инвестиций поступает в Россию из Кипра. По данным Росстата за 2011 объём «кипрских» инвестиций в Россию составил сумму, эквивалентную $78,2 млрд. долл. США, что почти в четыре раза превышает ВВП Кипра. Некоторые страны ЕС, в особенности Германия, высказывают мнение, что значительная часть этих средств просто отмывается на Кипре.

### Инвестиционный климат
По мнению британского еженедельника The Economist, основной причиной снижения уровня прямых иностранных инвестиций в России является «неуверенность в будущем и отсутствие правовых гарантий собственности».
В июле 2017 года российская газета Коммерсант публикует статью о причинах оттока капитала из России:
Четвертый месяц подряд иностранные инвесторы сокращают вложения в активы РФ. За это время они вывели из российских акций более $1,6 млрд — максимальный отток за последние три с половиной года. Бегство инвесторов связано с нереализовавшимися ожиданиями относительно сближения США и России, обострением корпоративного конфликта между «Роснефтью» и АФК «Система», а также падением цен на нефть.
По мнению экспертов, улучшению инвестиционного климата не способствуют громкие корпоративные скандалы, в которых страдает частный бизнес. Заявления связаны, в частности, с ситуацией вокруг ОАО АНК «Башнефть». В 2014 году компания была возвращена в государственную собственность по решению суда, так как её приватизация была признана незаконной. При этом частный собственник компании АФК «Система», признанная добросовестным покупателем, отдала акции «Башнефти», стоящие около $10 млрд, а взамен получила право истребовать их в судебном порядке с продавца.
В мае 2017 года госкорпорация «Роснефть», которая приобрела акции «Башнефти» в ходе приватизации в 2016 году, подала иск в отношении АФК «Система», обвиняя в причинении убытков в ходе ряда реорганизаций «Башнефти» за время владения компанией с 2010 по 2014 гг. Изначальная сумма иска составляла 106 млрд рублей, однако вскоре выросла до 170 млрд рублей
.
АФК «Система» создала на официальном сайте раздел, где публикует документы по делу, включая позицию компании в суде. В компании считают, что процесс ангажирован, приводя как доказательство, в частности, факт, что ни одного из ходатайств АФК «Система» не было удовлетворено, принятые судом обеспечительные меры излишни, а доказательная позиция истца не содержит ни одного обоснованного факта. Суд в ходе одного из заседаний постановил, что ответчик должен «предоставить доказательства отсутствия убытков» от реорганизации ПАО АНК «Башнефть», доказательства положительного экономического эффекта от реорганизации ПАО АНК «Башнефть», наличие встречного представления по оспариваемым договорам займа и по погашению акций".
Судебный процесс вызвал у экспертов и аналитиков массу вопросов. Эксперты полагают, что «Роснефти» будет крайне сложно установить и доказать вину АФК «Система». Так, управляющий партнер адвокатского бюро «Плешаков, Ушкалов и партнеры» Владимир Плешаков заявил, что считает аргументацию «Роснефти» и «Башнефти» сомнительной, как и законность их требований. Один из бывших акционеров «Башнефти» отмечал, что реорганизация, которую провела АФК «Система», в тот момент не отразилась на стоимости «Башнефти», а все акционеры восприняли её как необходимость для оптимизации структуры собственности.
По мнению экспертов, подобные суды в отношении частного бизнеса снижает потенциал роста инвестиций в российскую экономику и нарушает те самые правовые гарантии собственности, о которых говорил The Economist.
Как сообщила консалтинговая компания Knight Frank, доля иностранных инвестиций в российскую коммерческую недвижимость за 2018 год составила 24%, что на 11 процентных пункта выше предыдущего 2017 года. За период с 2014 года, когда эта доля составляла 39%, показатель 2018 года стал рекордным.
По итогам Российского инвестиционного форума в Сочи в феврале 2019 года были заключены контракты на общую сумму около 1 трлн руб (в десять раз больше, чем на предыдущем форуме). В мероприятии приняло участие большое количество участников из иностранных государств, включая 15 представителей бизнеса из США. 
19 марта 2019 года Владимир Путин, выступая на расширенном заседании коллегии Генеральной прокуратуры призвал прокуроров решительно реагировать на нарушения в сфере защиты прав предпринимателей и содействие улучшению делового климата.
«Ваша прямая обязанность - вести мониторинг ситуаций, связанных с уголовным преследованием представителей бизнеса и при необходимости использовать меры прокурорского реагирования», - обратился президент к присутствующим прокурорам, особо отметив, что нельзя допускать безосновательного продления и пребывания под стражей «и действий, которые ведут к разрушению компаний, к тому, что люди теряют рабочие места».
По состоянию на 2019 год агентство S&P Global Ratings (S&P) подтвердило рейтинг России на инвестиционном уровне "BBB-" со стабильным прогнозом. Из позитивных факторов аналитики выделили консерватизм в макроэкономике, небольшой государственный долг и гибкую денежно-кредитную политику, в числе минусов названы санкции, геополитическая напряженность и структурные слабости экономики.